# 李逍遙
李逍遙是大宇资讯开发的仙剑奇侠传系列中的虚构人物，是著名单机角色扮演遊戲《仙劍奇俠傳》的男主角，作为配角也登场于《仙剑奇侠传二》、《仙剑奇侠传五前传》和《仙剑奇侠传五》，是蜀山仙剑派第27代掌门，也是南诏国公主赵灵儿和苏州林家堡千金林月如的丈夫、李忆如的父亲、小蛮的外公。
李逍遥在游戏中是“南盗侠”李三思、葛巧菱夫妇之子，自小失去父母，由婶婶孙岚（人称“李大娘”）抚养在余杭盛渔村过着平淡的生活，虽身为客栈店小二却一心希望闯荡江湖行侠仗义。后机缘巧合得到蜀山仙剑派的“酒剑仙”司徒钟的指点习得上乘蜀山剑术，从一个毛头小子成长为一个正义的侠客，并在苗疆挫败拜月教主的阴谋。之后因为功劳卓越当任蜀山仙剑派第27代掌门，时魔尊乱世时于五华山连同天罡剑阵将魔尊打得神形俱灭。在妻女殒命后，李逍遥改名道号“一贫”。数年后折剑山庄庄主欧阳英四弟子姜承因是魔族蚩尤后裔被诬杀害同门而遭到排挤，远离武林改名“姜世离”，并于覆天顶创立净天教称“魔君”，后受魔界夜叉族摄政王魔翳（化名枯木）蛊惑举兵攻打蜀山企图打破神魔之井封印，一贫最要好的师弟罡斩（谢沧行）为保封印兵解而死。此后四大世家联合蜀山攻打覆天顶，一贫连同太武、草谷、铁笔、玉书、凌音、青石师兄弟用三神器将姜世离封印。事后一贫因未能及时阻止魔教为乱引咎辞职，掌门之位由师兄太武接任，自己镇守天玑宫，位列蜀山七圣第三。

## 主題詩
DOS舊版：不識情愁枉少年，檐下賜酒結仙緣 。情難消受美人恩，仗劍江湖為紅顏。

98柔情版：翩翩瀟灑美少年，靈島求藥結仙緣。 千里崎嶇不辭苦，仗劍江湖為紅顏。

## 經歷
李逍遙是餘杭縣盛漁村小客棧出身的青年，由於父母失蹤，被嬸嬸含辛茹苦地養大。他從小立志要成為像父母一樣的劍俠，仗義江湖。某天因為嬸嬸突然病倒，踏上仙靈島為其尋藥。在過程中見到露天沐浴的仙女，從此結識了女媧後人趙靈兒，两人情根深种，在姥姥的命令下成婚，当晚浓情蜜意，承諾會回來接她、向她正式提亲。返回漁村後卻因黑苗族下的藥而失憶，同時因為給了酒劍仙一壺酒而學了蜀山仙劍派的劍術。在仙靈島滅門慘劇發生之後，奉嬸嬸之命與趙靈兒前往南詔找其生死未卜的母親提親。途中巧遇林家堡堡主之女林月如，與其不打不相識，打贏比武招親不得已又被订婚。
趙靈兒因懷有身孕化成蛇身逃離林家堡，李逍遙與林月如踏上尋找靈兒之旅。兩人因緣際會在隱龍窟救了白河村少女，在白河村村長家發現趙靈兒。解決黑水鎮殭屍事件後，得知白河村村長之女夢慈遭擄，3人前往鬼陰山營救。結果遭遇黑苗族石長老，趙靈兒為了保護兩人自願跟著黑苗族離開，路上卻被蜀山劍聖獨孤宇雲捕獲，鎖在鎖妖塔內。期間李逍遙與林月如在揚州、京城經歷女飛賊、彩依等事件，逍遥终被月如感动，承诺在找到灵儿之后带她「吃遍天下珍味，遊遍人間美景」，林月如亦開心回答「吃到老，玩到老」。
兩人前往蜀山仙劍派尋找趙靈兒，在鎖妖塔底李逍遙在見到趙靈兒蛇身人形時，李逍遙想起原本已和趙靈兒洞房花燭在先，自己居然忘記了整个初恋经历，而表示「一夜夫妻，百日之恩」，对灵儿一直以来的情感终于明了，恍然大悟。林月如表示大家都是好姐妹，灵儿感激两人不嫌弃其蛇身。之後3人合力摧毀七星盤龍柱，導致鎖妖塔倒下。三人被獨孤宇雲救至苗疆的聖姑處，但聖姑指出林月如在此役天靈皆碎、回天乏術。月如在死前寻至逍遥梦中欲带其一起走，却被逍遥漫不经心地拒绝“哎呀，我累了，以后再说吧。”而独身踏上黄泉。趙靈兒也因運用全身氣力護住身孕而相當虛弱，持續昏迷不醒。李逍遙醒來後得知月如身故，悲慟不已。
李逍遙為了尋找配製靈兒的安胎藥所需藥材，在大理遇到白苗族族長之女阿奴，阿奴對其暗生情愫。李逍遙在女媧神殿见到巫后亡魂，巫后問他是否真愛趙靈兒，他微微一笑回答「她是我的妻子，我當然永遠愛她」，并表示对蛇身毫不在意——「我的灵儿是仙女，当然与凡人不同～！」。在巫后的「回魂仙夢」法術下，李逍遙回到10年前的苗疆，并在10年前的時空救了小靈兒和姥姥，將她們送到仙靈島後返回現在時空。趙靈兒康復後誕下一女，灵儿為紀念月如姐姐而將女兒取名为「李憶如」。李逍遙、趙靈兒、阿奴決心打敗拜月教主，拜月教主以自己的血肉為貢品獻給水魔獸，造成洪水肆虐。趙靈兒以女媧族之力對抗水魔獸，犧牲自己。逍遥拼搏一路，最终只能看着天蛇杖从空中缓缓飘落，灵儿却已与拜月水魔兽同归于尽。
1代遊戲結局中，李逍遙告別阿奴踏上歸途，阿奴以笛聲送行，神情黯然。李逍遙在白雪茫茫的歸途中忽見一熟悉的人影緩緩轉身，原來是林月如抱著李憶如在樹下等待著他。然此時的林月如只是聖姑以蠱術傀儡湯之法驅動身體令其如常人般行動，數年後法術失效，月如隨即又陷入昏迷。
在《仙劍奇俠傳二》當中，李逍遙通過獨孤宇雲所給予的多項試煉，繼任成為蜀山仙劍派第27代掌門，成為名震天下的青年英雄。然而因對趙靈兒有深刻思念，落進魔族掌旗使孔璘的陷阱，被封進幻畫魅妖的捲軸中，宁愿在画轴中与灵儿一生生活在仙灵岛。但之後在出身同鄉的王小虎與女兒李憶如等人的幫助下脫離幻境。日後佈下劍陣成功封印魔尊，並以九轉還魂珠完全復活林月如。
為清剿魔尊殘部，李逍遙一路追擊到白河村，到時發現白河村已被屠村，屍橫遍野。李逍遙在其中發現魔尊之子伐天的屍首，便認定魔尊所率的天魔教已覆滅，隨後收留唯一的倖存者－韓醫仙之子韓仲晰，並將其交予阿奴撫養。但事實上當年伐天將自身的元神封入韓仲晰體內，以此躲過追殺。
多年後，女兒李憶如與李大娘正在蘇州採買物品，準備前去苗疆祭拜趙靈兒。途中遇上裝扮成算命師、正在搜尋女媧之力的龍溟。龍溟借看相之機提起試煉窟中的女媧遺跡，引起了李大娘的警惕，立刻拉走憶如。這時代替李逍遙護送憶如的罡斬與凌波也到了，李大娘隨即將龍溟的古怪經罡斬兩人轉告給李逍遙。因為林月如的身體狀態開始變差，李憶如希望能更了解女媧之力來幫助庶母，於是想拉著相識多年的韓仲晰一起前往試煉窟。這些年韓仲晰一直是憶如在苗疆的玩伴，他怕憶如一個人前往會有危險，只能答應。來到女媧族遺跡後，龍溟為試探憶如的女媧之力現身攻擊，兩人不敵敗北。危機時，韓仲晰為保護憶如而激發了體內伐天的魔氣，與龍溟奮力纏鬥。龍溟不願久纏而使用越行之術脫離，隨後兩人被趕來的罡斬與凌波帶回。戰後龍溟再度來到女媧族遺跡，李逍遙也隨即現身。自從李大娘傳信後，李逍遙便急忙趕回，暗中守護女兒。他一眼看出龍溟來自魔界，攔下他便是想要探查龍溟的目的，但還是被對方以越行之術逃脫。李逍遙隨即準備動身追查龍溟，請罡斬幫忙護衛女兒，期間兩人討論伐天轉移元神的傳聞。事後也與阿奴商討，為避免傳聞成真，兩人勸說韓仲晰棄武從醫，並有意避免他與憶如相見。
但隨著時間流逝，伐天意識依舊漸漸侵蝕韓仲晰，至多年後已與韓仲晰融為一體。伐天為了報魔尊之仇，與當時已成立淨天教的姜世離與枯木合作，帶著枯木找來的天魔劍與天罡印，率眾攻入鎖妖塔，計畫破壞神魔之井封印，找回封印其中的魔尊力量，最終敗於李逍遙劍下。李逍遙心知韓仲晰也是受害者，又有多年養育之情，但他無法分離伐天意識，掌門身分又讓他無法輕放當時蜀山的死傷，留他性命已是底線，只能將其囚禁在鎖妖塔的伏魔柱上。然而女兒李憶如與韓仲晰相交多年已生情愫，她為求韓仲晰一線生機而翻閱天權宮無數典籍，終於找到辦法分離伐天。李逍遙雖不願同意憶如冒險施法，但當年為救趙靈兒而勇闖鎖妖塔的他能體諒女兒為愛奮不顧身的心情，私下放任李憶如與韓仲晰離開。
李憶如與韓仲晰脫離蜀山後隱居於碧湖村，韓仲晰在藥鋪行醫，憶如則打理家務。由於憶如曾暗中訪問過林家堡，所以林月如也已知情，甚至還向李逍遙替兩人求情。李逍遙知道兩人不想被蜀山找到，於是每次只在暗中探望他們，祈望他們就此幸福。
根據《仙劍奇俠傳五》與《仙劍奇俠傳五前傳》的故事所述，擔任掌門的李逍遙道號為「一貧」，經常四處雲遊，每年必有一段時間拜訪餘杭跟苗疆。他不在的期間由太武、玉書、青石、罡斬等長老執事蜀山。數年後，因鎖妖塔遺址遭淨天教攻擊，罡斬為護神魔之井封印兵解犧牲，且戰役中許多弟子傷亡，李逍遙對此深感自責而辭去掌門之位，改由太武接任。之後為加強封印而與太武等人設下七星陣，並坐鎮其中的天璣宮，名列蜀山七聖之一。在月如與女儿憶如相繼過世後，難承打擊的逍遙總是飲酒度日，以減輕過往情傷與懊悔所帶來的痛苦，卻也因而疏於對外孫女小蠻的照料。基於憶如的遺囑，讓小蠻拜阿奴為師，不過除非有急事幾乎不踏入苗疆一步，以免見面尷尬。
門下弟子道號名「逍」，為紀念師父酒劍仙曾經試圖改用「酒」，但遭到徒弟們一致反對而作罷。後收有親傳弟子姜雲凡。

## 技能
- 武學、法術、招式：

逍遙神劍、御劍術、氣療術、冰心訣、飛龍探雲手、天師符法、天罡戰氣、凝神歸元、萬劍訣、元靈歸心術、真元護體、天劍、金蟬脫殼、劍神、靈葫咒、醉仙望月步、仙風雲體術、酒神、雷神、山神。

## 人物關係

### 家族
- 先祖：李寒空，人稱「巴蜀俠盜」，創立「飛龍探雲手」。
- 祖父：李瀾，巴蜀俠盜李寒空後人，世居渝州。后舉家遷往杭州府餘杭縣盛漁村，作为掌櫃經營逍遙客棧。
- 父親：李三思，原名李福，李瀾長子，師從渝州新安當掌櫃景天，人稱「南盜俠」。
- 母親：葛巧菱，武林世家之女，經景天牽線與李三思成婚。
- 叔父：李三省，原名李祿，李瀾次子，與鐵掌門千金成婚。
- 嬸嬸：孙岚，李三省妻，鐵掌門千金，江湖人稱「鐵掌飛鳳」。嫁入李家后逐漸淡出江湖，改称“李大娘”，受李三思夫婦所託撫養李逍遙，經營杭州府餘杭縣盛漁村的逍遥客棧。
- 叔父：李壽，不足歲即患熱病早夭。
- 妻：趙靈兒，南詔國公主，母系为女媧後裔，師承仙靈島水月宮靈月宮主。
- 妻：林月如，苏州林家堡的千金小姐。
- 岳母：林青兒，赵灵儿之母，南詔國王后兼前任白苗族巫月教大祭司，女娲后裔。
- 岳父：林天南，林月如之父，林家堡主兼南武林盟主。
- 女兒：李憶如，趙靈兒之女，女媧後裔，曾在八岁时參與平定千葉之亂，後為救女兒而自我犧牲，過世時年僅27。
- 女婿：韓仲晰，李憶如丈夫。
- 外孫女：小蠻，李忆如和韩仲晰之女，女媧後裔，6歲時父母雙亡。師從苗疆巫月神教教主海棠夫人（阿奴），后拜入「蜀山七聖」之一的開陽宮鐵筆門下。

| 李瀾 | 李瀾 | 李瀾 | 李瀾 | 李瀾   | 李瀾   |        |        | ？     | ？     | ？     | ？     | ？     | ？     |        |        |        |        |        |        |        |        |        |        |      |      | 林業平 | 林業平 | 林業平 | 林業平 | 林業平 | 林業平 |        |        | 紫萱   | 紫萱   | 紫萱 | 紫萱 | 紫萱 | 紫萱 |  |  |  |  |  |  |
| 李瀾 | 李瀾 | 李瀾 | 李瀾 | 李瀾   | 李瀾   |        |        | ？     | ？     | ？     | ？     | ？     | ？     |        |        |        |        |        |        |        |        |        |        |      |      | 林業平 | 林業平 | 林業平 | 林業平 | 林業平 | 林業平 |        |        | 紫萱   | 紫萱   | 紫萱 | 紫萱 | 紫萱 | 紫萱 |  |  |  |  |  |  |
|      |      |      |      |        |        |        |        |        |        |        |        |        |        |        |        |        |        |        |        |        |        |        |        |      |      |        |        |        |        |        |        |        |        |        |        |      |      |      |      |  |  |  |  |  |  |
|      |      |      |      | 李三思 | 李三思 | 李三思 | 李三思 | 李三思 | 李三思 |        |        |        |        |        |        | 葛巧菱 | 葛巧菱 | 葛巧菱 | 葛巧菱 | 葛巧菱 | 葛巧菱 | 巫王   | 巫王   | 巫王 | 巫王 | 巫王   | 巫王   |        |        | 林青兒 | 林青兒 | 林青兒 | 林青兒 | 林青兒 | 林青兒 |      |      |      |      |  |  |  |  |  |  |
|      |      |      |      | 李三思 | 李三思 | 李三思 | 李三思 | 李三思 | 李三思 |        |        |        |        |        |        | 葛巧菱 | 葛巧菱 | 葛巧菱 | 葛巧菱 | 葛巧菱 | 葛巧菱 | 巫王   | 巫王   | 巫王 | 巫王 | 巫王   | 巫王   |        |        | 林青兒 | 林青兒 | 林青兒 | 林青兒 | 林青兒 | 林青兒 |      |      |      |      |  |  |  |  |  |  |
|      |      |      |      |        |        |        |        |        |        |        |        |        |        |        |        |        |        |        |        |        |        |        |        |      |      |        |        |        |        |        |        |        |        |        |        |      |      |      |      |  |  |  |  |  |  |
|      |      |      |      |        |        |        |        |        |        | 李逍遙 | 李逍遙 | 李逍遙 | 李逍遙 | 李逍遙 | 李逍遙 |        |        |        |        |        |        |        |        |      |      | 趙靈兒 | 趙靈兒 | 趙靈兒 | 趙靈兒 | 趙靈兒 | 趙靈兒 |        |        |        |        |      |      |      |      |  |  |  |  |  |  |
|      |      |      |      |        |        |        |        |        |        | 李逍遙 | 李逍遙 | 李逍遙 | 李逍遙 | 李逍遙 | 李逍遙 |        |        |        |        |        |        |        |        |      |      | 趙靈兒 | 趙靈兒 | 趙靈兒 | 趙靈兒 | 趙靈兒 | 趙靈兒 |        |        |        |        |      |      |      |      |  |  |  |  |  |  |
|      |      |      |      |        |        |        |        |        |        |        |        |        |        |        |        |        |        |        |        |        |        |        |        |      |      |        |        |        |        |        |        |        |        |        |        |      |      |      |      |  |  |  |  |  |  |
|      |      |      |      |        |        |        |        |        |        |        |        |        |        |        |        |        |        | 李憶如 | 李憶如 | 李憶如 | 李憶如 | 李憶如 | 李憶如 |      |      | 韓仲晰 | 韓仲晰 | 韓仲晰 | 韓仲晰 | 韓仲晰 | 韓仲晰 |        |        |        |        |      |      |      |      |  |  |  |  |  |  |
|      |      |      |      |        |        |        |        |        |        |        |        |        |        |        |        |        |        | 李憶如 | 李憶如 | 李憶如 | 李憶如 | 李憶如 | 李憶如 |      |      | 韓仲晰 | 韓仲晰 | 韓仲晰 | 韓仲晰 | 韓仲晰 | 韓仲晰 |        |        |        |        |      |      |      |      |  |  |  |  |  |  |
|      |      |      |      |        |        |        |        |        |        |        |        |        |        |        |        |        |        |        |        |        |        |        |        |      |      |        |        |        |        |        |        |        |        |        |        |      |      |      |      |  |  |  |  |  |  |
|      |      |      |      |        |        |        |        |        |        |        |        |        |        |        |        |        |        |        |        |        |        | 小蠻   |        |      |      |        |        |        |        |        |        |        |        |        |        |      |      |      |      |  |  |  |  |  |  |

### 門派
- 師伯：獨孤宇云，蜀山仙劍派第二十六代掌門，后傳掌門之位于李逍遙。
- 師父：司徒鐘，蜀山仙劍派第二十六代掌門獨孤宇云師弟，人稱「酒劍仙」。
  - 師兄：太武，蜀山仙劍派第二十六代掌門獨孤宇云親傳弟子，李逍遙辭去掌門之位后，繼任第二十八代掌門。位列「蜀山七聖」，鎮守天樞宮。
  - 師兄：青石，「蜀山七聖」之一，鎮守天璇宮。
  - 師姐：草谷，「蜀山七聖」之一，鎮守玉衡宮。
  - 師弟：謝滄行，道號罡斬。
  - 師弟：玉書，「蜀山七聖」之一，鎮守天權宮。
  - 師弟，鐵筆，師從謝滄行。位列「蜀山七聖」，鎮守開陽宮。因七聖地位超然，鐵筆本為晚輩，后七聖間均以師兄弟（姐妹）互稱。
  - 師妹：凌音，「蜀山七聖」之一，鎮守瑤光宮。愛慕李逍遙（一貧）。因七聖地位超然，凌音本為晚輩，后七聖間均以師兄弟（姐妹）互稱。
  - 親傳弟子：姜雲凡，狂風寨少主，蚩尤後裔、淨天教教主魔君姜世離與折劍山莊門主二小姐歐陽倩之子。

### 友人
- 倾慕者：阿奴，白苗族長之女，白苗聖姑弟子。巫月神教掌門，人稱「海棠夫人」。
- 同鄉：王小虎、丁香蘭、丁秀蘭、丁大伯、張四、水生叔、洪大夫、鐵臂神鷹皇甫英、來福嬸、旺財嫂、方老闆豬肉張、魚嫂、賣醬老蘇、賣菜老楊

## 影視作品
- 2005年電視劇《仙劍奇俠傳》，由胡歌飾演。[2]
- 2009年電視劇《仙劍奇俠傳三》，由胡歌飾演。[3]
- 2015年網路劇《仙剑客栈》，由吳磊飾演。[4]
- 2015年舞台劇《仙劍奇俠傳》，由文卓飾演。[5]
- 2016年電視劇《雲之凡》，由劉錫明飾演。[6]
- 2021年網路劇《新版仙劍客棧》，由靳文飾演。
- 2024年網路劇《又見逍遙》，由何與飾演。